# 車梁
車梁（1455年—？），字茂賢，山西太原府石州（今离石县）人，民籍，明朝政治人物。

## 生平
山西鄉試第三十三名舉人。弘治三年（1490年）中式庚戌科會試第一百六十九名，三甲第四十三名進士。五年任江西永丰县知县，九年六月选授陕西道試監察御史，十年八月實授。丁忧，服阕，十三年二月復除浙江道，巡按辽东。弘治十五年，因條列時政，稱東廠、錦衣衛有所獲盜，下法司，法司不敢平反。下詔獄，被給事中御史交相上疏論救得釋。十八年巡按浙江，正德四年出为荆州府知府，官至漢陽府知府。六年正月考察以不謹閑住。

## 家族
曾祖車軒，典術；祖父車克昭，贈刑部主事；父車雷，典術。母吳氏。